# ArcView
ArcView là phần mềm thương mại của ESRI về hệ thống thông tin địa lý (GIS). Các chức năng cơ bản của ArcView GIS bao gồm:

Chương trình ArcView GIS chạy trên nền Windows

- Hiển thị các lớp bản đồ dạng vector
- Tạo và thay đổi cơ sở dữ liệu của các đối tượng địa lý trong bản đồ
- Tạo các biểu đồ đơn giản dựa trên thuộc tính của các đối tượng trên bản đồ
- Chuẩn bị các bản in ra giấy
- Các đoạn chương trình phục vụ cho việc tự động hóa các thao tác trong ArcView

Các chức năng mở rộng được bán kèm theo bộ ArcView:
- Đọc các định dạng ảnh khác
- Tạo các hộp thoại (giao diện đồ họa người sử dụng)

Các chức năng mở rộng không bán kèm theo bộ ArcView (người sử dụng nếu cần phải mua riêng):
- Phân tích không gian
- Phân tích mạng lưới
- Phân tích 3D

Ngoài ra ArcView GIS còn hỗ trợ chức năng lập trình thông qua ngôn ngữ lập trình Avenue, được tích hợp sẵn trong phần mềm. ArcView GIS cũng có khả năng cho phép lập trình liên kết với các ngôn ngữ khác như VB, VC++.
ArcView GIS thích hợp cho những ứng dụng GIS nhỏ, đơn người dùng, thích hợp cho việc nghiên cứu về GIS và giảng dạy trong các trường Đại học, Cao đẳng

## Các phiên bản
- ArcView 3.x là một phần mềm chuyên về GIS trong họ phần mềm GIS của ESRI.
- Arcview 8.x là một phần của ArcGIS 8.x
- Arcview 9.x là một phần của ArcGIS 9.x